# Xiao Jiangang
Xiao Jiangang (肖建刚S; Wutong, 12 novembre 1972) è un ex sollevatore cinese che ha gareggiato nella categoria dei pesi piuma (fino a 64 kg.).

## Carriera
Ha partecipato alle Olimpiadi di Atlanta 1996, conquistando la medaglia di bronzo con 322,5 kg nel totale, giungendo alle spalle del turco Naim Süleymanoğlu (335 kg) e del greco Valerios Leōnidīs (332,5 kg). Xiao Jiangang in quella competizione ha ottenuto lo stesso risultato finale dell'altro greco Giōrgos Tzelilīs, ma gli è stata assegnata la medaglia grazie al suo peso corporeo leggermente inferiore.
L'anno successivo ha ottenuto il più grande successo della sua carriera, vincendo la medaglia d'oro ai Campionati mondiali di Chiang Mai con 317,5 kg. nel totale.